# Vòng loại play-off Cúp AFC 2020
Vòng loại play-off Cúp AFC 2020 được diễn ra từ ngày 21 tháng 1 năm 2020 đến ngày 28 tháng 4 năm 2020. Tổng cộng có 19 đội tham gia vòng loại play-off để chọn ra 7 đội trong 36 suất tham dự vòng bảng Cúp AFC 2020.

## Các đội bóng
19 đội bóng sau, chia ra làm 5 khu vực (Khu vực Tây Á, khu vực Trung Á, khu vực Nam Á, khu vực Đông Nam Á, khu vực Đông Á), tham gia vòng loại play-off, gồm 3 vòng:
- 2 đội tham gia từ vòng sơ loại thứ nhất.
- 7 đội tham gia từ vòng sơ loại thứ hai.
- 10 đội tham gia từ vòng play-off.

| Khu vực            | Đội tham gia từ vòng play-off                                                    | Đội tham gia từ vòng sơ loại thứ hai         | Đội tham gia từ vòng sơ loại thứ nhất |
| ------------------ | -------------------------------------------------------------------------------- | -------------------------------------------- | ------------------------------------- |
| Khu vực Tây Á      | - Sur - Hilal Al-Quds                                                            |                                              |                                       |
| Khu vực Trung Á    | - Khujand                                                                        | - Ahal - Neftchi                             |                                       |
| Khu vực Nam Á      |                                                                                  | - Bengaluru - Maziya - Abahani Limited Dhaka | - Paro - Quân đội Sri Lanka           |
| Khu vực Đông Nam Á | - PSM Makassar - Yangon United - Master 7 - Svay Rieng - Indera - Lalenok United |                                              |                                       |
| Khu vực Đông Á     | - Công ty Điện lực Đài Loan - Ulaanbaatar City                                   |                                              |                                       |

## Thể thức thi đấu
Ở vòng loại play-off, mỗi cặp đấu sẽ thi đấu theo thể thức hai lượt đi và về. Luật bàn thắng sân khách, hiệp phụ (luật bàn thắng sân khách không áp dụng cho hiệp phụ) và loạt sút luân lưu 11m được sử dụng để tìm ra đội chiến thắng nếu cần thiết (Điều lệ Khoản 9.3).

## Lịch thi đấu
Lịch thi đấu cho từng vòng như sau.
| Vòng                  | Khu vực Tây Á       | Khu vực Tây Á       | Khu vực Đông Nam Á  | Khu vực Đông Nam Á  | Khu vực Trung Á, khu vực Nam Á, khu vực Đông Á | Khu vực Trung Á, khu vực Nam Á, khu vực Đông Á |
| Vòng                  | Lượt đi             | Lượt về             | Lượt đi             | Lượt về             | Lượt đi                                        | Lượt về                                        |
| --------------------- | ------------------- | ------------------- | ------------------- | ------------------- | ---------------------------------------------- | ---------------------------------------------- |
| Vòng sơ loại thứ nhất | Không thi đấu       | Không thi đấu       | Không thi đấu       | Không thi đấu       | 22 tháng 1 năm 2020                            | 29 tháng 1 năm 2020                            |
| Vòng sơ loại thứ hai  | Không thi đấu       | Không thi đấu       | Không thi đấu       | Không thi đấu       | 5 tháng 2 năm 2020                             | 12 tháng 2 năm 2020                            |
| Vòng play-off         | 21 tháng 1 năm 2020 | 28 tháng 1 năm 2020 | 22 tháng 1 năm 2020 | 29 tháng 1 năm 2020 | 19 tháng 2 năm 2020                            | 26 tháng 2 năm 2020                            |

## Phân nhánh
Việc phân nhánh đấu của vòng loại play-off được quyết định dựa trên thứ hạng hiệp hội của từng đội, với đội đến từ hiệp hội có thứ hạng cao hơn thi đấu lượt về trên sân nhà. Bảy đội thắng vòng play-off (mỗi đội từ Khu vực Tây Á, khu vực Trung Á, khu vực Nam Á, khu vực Đông Á và 3 đội từ khu vực Đông Nam Á) bước vào vòng bảng cùng với 29 đội được vào thẳng.

### Play-off Tây Á
- Hilal Al-Quds lọt vào Bảng A.

Bản mẫu:2TeamBracket-2legs

### Play-off Trung Á
- Khujand lọt vào Bảng D.

|  | Vòng sơ loại thứ hai | Vòng sơ loại thứ hai | Vòng sơ loại thứ hai | Vòng sơ loại thứ hai | Vòng sơ loại thứ hai |   |         | Vòng play-off | Vòng play-off | Vòng play-off | Vòng play-off | Vòng play-off |
|  |                      |                      |                      |                      |                      |   |         |               |               |               |               |               |
|  | Neftchi              | Neftchi              | —                    | —                    | —                    |   |         |               |               |               |               |               |
|  | Ahal                 | Ahal                 | —                    | —                    | Xử thua              |   |         |               |               |               |               |               |
|  |                      |                      |                      |                      |                      |   | Neftchi | Neftchi       | 1             | 0             | 1             |               |
|  |                      | Khujand (s.h.p.)     | Khujand (s.h.p.)     | 0                    | 3                    | 3 |         |               |               |               |               |               |
|  | —                    | —                    | —                    | —                    | —                    |   |         |               |               |               |               |               |
|  | Khujand              | Khujand              | —                    | —                    | Miễn                 |   |         |               |               |               |               |               |

### Play-off Nam Á
- Maziya lọt vào Bảng E.

|  | Vòng sơ loại thứ nhất | Vòng sơ loại thứ nhất | Vòng sơ loại thứ nhất | Vòng sơ loại thứ nhất |    |                       | Vòng sơ loại thứ hai | Vòng sơ loại thứ hai | Vòng sơ loại thứ hai | Vòng sơ loại thứ hai |  |  | Vòng play-off | Vòng play-off | Vòng play-off | Vòng play-off |
|  |                       |                       |                       |                       |    |                       |                      |                      |                      |                      |  |  |               |               |               |               |
|  | —                     | —                     | —                     | —                     |    |                       |                      |                      |                      |                      |  |  |               |               |               |               |
|  | Abahani Limited Dhaka | —                     | —                     | Miễn                  |    |                       |                      |                      |                      |                      |  |  |               |               |               |               |
|  | Abahani Limited Dhaka | —                     | —                     | Miễn                  |    | Abahani Limited Dhaka | 2                    | 0                    | 2                    |                      |  |  |               |               |               |               |
|  |                       |                       |                       |                       |    | Abahani Limited Dhaka | 2                    | 0                    | 2                    |                      |  |  |               |               |               |               |
|  |                       | Maziya (a)            | 2                     | 0                     | 2  |                       |                      |                      |                      |                      |  |  |               |               |               |               |
|  | —                     | Maziya (a)            | 2                     | 0                     | 2  | —                     | —                    | —                    |                      |                      |  |  |               |               |               |               |
|  | —                     |                       |                       |                       |    | —                     | —                    | —                    |                      |                      |  |  |               |               |               |               |
|  | Maziya                | —                     | —                     | Miễn                  |    |                       |                      |                      |                      |                      |  |  |               |               |               |               |
|  |                       |                       |                       |                       |    |                       |                      |                      |                      |                      |  |  | Maziya (p)    | 2             | 2             | 4 (4)         |
|  |                       |                       | Bengaluru             | 1                     | 3  | 4 (3)                 |                      |                      |                      |                      |  |  |               |               |               |               |
|  | Defenders             | 3                     | 2                     | 5                     |    |                       |                      |                      |                      |                      |  |  |               |               |               |               |
|  | Paro (a)              | 3                     | 2                     | 5                     |    |                       |                      |                      |                      |                      |  |  |               |               |               |               |
|  | Paro (a)              | 3                     | 2                     | 5                     |    | Paro                  | 0                    | 1                    | 1                    |                      |  |  |               |               |               |               |
|  |                       |                       |                       |                       |    | Paro                  | 0                    | 1                    | 1                    |                      |  |  |               |               |               |               |
|  |                       | Bengaluru             | 1                     | 9                     | 10 |                       |                      |                      |                      |                      |  |  |               |               |               |               |
|  | —                     | Bengaluru             | 1                     | 9                     | 10 | —                     | —                    | —                    |                      |                      |  |  |               |               |               |               |
|  | —                     |                       |                       |                       |    | —                     | —                    | —                    |                      |                      |  |  |               |               |               |               |
|  | Bengaluru             | —                     | —                     | Miễn                  |    |                       |                      |                      |                      |                      |  |  |               |               |               |               |

### Play-off Đông Nam Á 1
- PSM Makassar lọt vào Bảng H.

Bản mẫu:2TeamBracket-2legs

### Play-off Đông Nam Á 2
- Yangon United lọt vào Bảng F.

Bản mẫu:2TeamBracket-2legs

### Play-off Đông Nam Á 3
- Svay Rieng lọt vào Bảng G.

Bản mẫu:2TeamBracket-2legs

### Play-off Đông Á
- Đội thắng lọt vào Bảng I.

|  | Vòng sơ loại thứ hai | Vòng sơ loại thứ hai | Vòng sơ loại thứ hai | Vòng sơ loại thứ hai | Vòng sơ loại thứ hai |  |                      | Vòng play-off | Vòng play-off | Vòng play-off | Vòng play-off | Vòng play-off |
|  |                      |                      |                      |                      |                      |  |                      |               |               |               |               |               |
|  | Ulaanbaatar City     |                      |                      |                      |                      |  |                      |               |               |               |               |               |
|  | Đài Lực              |                      |                      |                      |                      |  |                      |               |               |               |               |               |
|  |                      |                      |                      |                      |                      |  | Đội thắng Đông Á 2.1 |               |               |               |               |               |
|  |                      | Kiệt Chí             |                      |                      |                      |  |                      |               |               |               |               |               |
|  | —                    | —                    | —                    | —                    | —                    |  |                      |               |               |               |               |               |
|  | Kiệt Chí             | Kiệt Chí             | —                    | —                    | Miễn                 |  |                      |               |               |               |               |               |

## Vòng sơ loại thứ nhất

### Tổng quan
Có tổng cộng hai đội thi đấu ở vòng sơ loại thứ nhất

| Đội 1     | TTS     | Đội 2 | Lượt đi | Lượt về |
| --------- | ------- | ----- | ------- | ------- |
| Defenders | 5–5 (a) | Paro  | 3–3     | 2–2     |

### Khu vực Nam Á
| Defenders                     | 3–3      | Paro                                     |
| ----------------------------- | -------- | ---------------------------------------- |
| - Kumara 4', 63' - Asante 36' | Chi tiết | - Fabassou 12', 45+3' - C. Gyeltshen 24' |

| Paro                           | 2–2      | Defenders                       |
| ------------------------------ | -------- | ------------------------------- |
| - C. Gyeltshen 12' - Dorji 51' | Chi tiết | - Ramaiyajesu 16' - Abumere 53' |

Tổng tỉ số 5-5. Paro thắng nhờ luật bàn thắng sân khách.

## Vòng sơ loại thứ hai

### Tổng quan
Có tổng cộng 8 đội thi đấu ở vòng sơ loại thứ hai: 7 đội thi đấu từ vòng này và 1 đội thắng của vòng sơ loại thứ nhất.

| Đội 1   | TTS    | Đội 2 | Lượt đi | Lượt về |
| ------- | ------ | ----- | ------- | ------- |
| Neftchi | w/o[†] | Ahal  | —       | —       |

| Đội 1                 | TTS     | Đội 2     | Lượt đi | Lượt về |
| --------------------- | ------- | --------- | ------- | ------- |
| Paro                  | 1–10    | Bengaluru | 0–1     | 1–9     |
| Abahani Limited Dhaka | 2–2 (a) | Maziya    | 2–2     | 0–0     |

| Đội 1            | TTS        | Đội 2   | Lượt đi   | Lượt về    |
| ---------------- | ---------- | ------- | --------- | ---------- |
| Ulaanbaatar City | Đông Á 2.1 | Đài Lực | 7 tháng 4 | 14 tháng 4 |

Notes
1. † Neftchi thắng sau khi Ahal bị xử thua do không thi đấu trận lượt đi.[9][10]

### Khu vực Trung Á
| Neftchi | Bị hủy   | Ahal |
| ------- | -------- | ---- |
|         | Chi tiết |      |

| Ahal | Bị hủy   | Neftchi |
| ---- | -------- | ------- |
|      | Chi tiết |         |

Neftchi thắng sau khi Ahal bị xử thua do không thi đấu trận lượt đi.

### Khu vực Nam Á.
| Paro | 0–1      | Bengaluru    |
| ---- | -------- | ------------ |
|      | Chi tiết | - Haokip 53' |

| Bengaluru                                                                | 9–1      | Paro               |
| ------------------------------------------------------------------------ | -------- | ------------------ |
| - Haokip 6', 26', 66', 85' - Juanan 14' - Brown 29', 54', 64' - Nili 79' | Chi tiết | - C. Gyeltshen 16' |

Bengaluru thắng với tổng tỉ số 10–1.
| Abahani Limited Dhaka         | 2–2      | Maziya                       |
| ----------------------------- | -------- | ---------------------------- |
| - Maílson 45+1' - Chizoba 80' | Chi tiết | - Mahudhee 42' - Stewart 65' |

| Maziya | 0–0      | Abahani Limited Dhaka |
| ------ | -------- | --------------------- |
|        | Chi tiết |                       |

Tổng tỉ số 2–2. Maziya thắng nhờ luật bàn thắng sân khách.

### Khu vực Đông Á
| Ulaanbaatar City | Bị hủy   | Đài Lực |
| ---------------- | -------- | ------- |
|                  | Chi tiết |         |

| Đài Lực | Bị hủy   | Ulaanbaatar City |
| ------- | -------- | ---------------- |
|         | Chi tiết |                  |

## Vòng play-off

### Tổng quan
Có tổng cộng 14 đội thi đấu ở vòng play-off: 10 đội thi đấu từ vòng này và 4 đội thắng ở vòng sơ loại thứ hai.

| Đội 1         | TTS | Đội 2 | Lượt đi | Lượt về |
| ------------- | --- | ----- | ------- | ------- |
| Hilal Al-Quds | 2–0 | Sur   | 2–0     | 0–0     |

| Đội 1   | TTS | Đội 2   | Lượt đi | Lượt về      |
| ------- | --- | ------- | ------- | ------------ |
| Neftchi | 1–3 | Khujand | 1–0     | 0–3 (s.h.p.) |

| Đội 1  | TTS         | Đội 2     | Lượt đi | Lượt về      |
| ------ | ----------- | --------- | ------- | ------------ |
| Maziya | 4–4 (4–3 p) | Bengaluru | 2–1     | 2–3 (s.h.p.) |

| Đội 1          | TTS | Đội 2         | Lượt đi | Lượt về |
| -------------- | --- | ------------- | ------- | ------- |
| Lalenok United | 2–7 | PSM Makassar  | 1–4     | 1–3     |
| Indera         | 2–9 | Yangon United | 1–6     | 1–3     |
| Svay Rieng     | 7–1 | Master 7      | 4–1     | 3–0     |

| Đội 1                | TTS        | Đội 2   | Lượt đi    | Lượt về    |
| -------------------- | ---------- | ------- | ---------- | ---------- |
| Đội thắng Đông Á 2.1 | Đông Á 3.1 | Kitchee | 21 tháng 4 | 28 tháng 4 |

### Khu vực Tây Á
| Hilal Al-Quds                | 2–0      | Sur |
| ---------------------------- | -------- | --- |
| - Al-Iwisat 12' - Bassim 66' | Chi tiết |     |

| Sur | 0–0      | Hilal Al-Quds |
| --- | -------- | ------------- |
|     | Chi tiết |               |

Hilal Al-Quds thắng với tổng tỉ số 2–0.

### Khu vực Trung Á
| Neftchi         | 1–0      | Khujand |
| --------------- | -------- | ------- |
| - Ihnatenko 51' | Chi tiết |         |

| Khujand                   | 3–0 (s.h.p.) | Neftchi |
| ------------------------- | ------------ | ------- |
| - Bozorov 34', 107', 117' | Chi tiết     |         |

Khujand thắng với tổng tỉ số 3-1.

### Khu vực Nam Á
| Maziya                       | 2–1      | Bengaluru          |
| ---------------------------- | -------- | ------------------ |
| - Mahudhee 64' - Stewart 80' | Chi tiết | - Nili 71' (ph.đ.) |

| Bengaluru                                              | 3–2 (s.h.p.) | Maziya                                                      |
| ------------------------------------------------------ | ------------ | ----------------------------------------------------------- |
| - Brown 58' - Chhetri 78', 120+1'                      | Chi tiết     | - Hassan 73' - Stewart 103'                                 |
| Loạt sút luân lưu                                      |              |                                                             |
| - Paartalu - Lewis - Bheke - Chhetri - Brown - Shrivas | 3–4          | - H. Mohamed - Mukhammad - Planić - Aisham - Hassan - Nihan |

Tổng tỉ số 4–4. Maziya thắng 4–3 trên loạt sút 11m.

### Khu vực Đông Nam Á
| Lalenok United | 1–4      | PSM Makassar                           |
| -------------- | -------- | -------------------------------------- |
| - Adade 3'     | Chi tiết | - Sinaga 13', 70', 73' - Giancarlo 42' |

| PSM Makassar                             | 3–1      | Lalenok United |
| ---------------------------------------- | -------- | -------------- |
| - Giancarlo 6' - Sinaga 29' - Irsyad 85' | Chi tiết | - Da Costa 60' |

PSM Makassar thắng với tổng tỉ số 7–2.
| Indera         | 1–6      | Yangon United                                                                       |
| -------------- | -------- | ----------------------------------------------------------------------------------- |
| - Carvalho 78' | Chi tiết | - Than Paing 11', 16' - Barfo 44', 53' - Maung Maung Lwin 58' - Aung Kyaw Naing 72' |

| Yangon United                                         | 3–1      | Indera             |
| ----------------------------------------------------- | -------- | ------------------ |
| - Kaung Htet Soe 13' - Uzochukwu 63' - Than Paing 77' | Chi tiết | - Tosi 37' (ph.đ.) |

Yangon United thắng với tổng tỉ số 9–2.
| Svay Rieng                       | 4–1      | Master 7        |
| -------------------------------- | -------- | --------------- |
| - Hoy 15', 69' - Mbarga 40', 62' | Chi tiết | - Coulibaly 25' |

| Master 7 | 0–3      | Svay Rieng                            |
| -------- | -------- | ------------------------------------- |
|          | Chi tiết | - Pidor 22' - Mbarga 45' - Santos 71' |

Svay Rieng thắng với tổng tỉ số 7–1.

### Khu vực Tây Á
| Đội thắng Đông Á 2.1 | v        | Kiệt Chí |
| -------------------- | -------- | -------- |
|                      | Chi tiết |          |

| Kiệt Chí | v        | Đội thắng Đông Á 2.1 |
| -------- | -------- | -------------------- |
|          | Chi tiết |                      |

## Liên kết khác
- AFC Cup, the-AFC.com
- AFC Cup 2020, stats.the-AFC.com